# Tadeusz Branicki
Tadeusz Branicki (ur. 15 stycznia 1938 w Gdyni, zm. 19 marca 1983 w Warszawie) – polski bokser i trener bokserski,  mistrz Polski.

## Życiorys
Występował w wadze ciężkiej (powyżej 81 kg). Został w niej mistrzem Polski w 1958 oraz wicemistrzem w 1959 i 1961. W 1956 był mistrzem Polski juniorów. Osiem razy zdobył drużynowe mistrzostwo Polski z Legią Warszawa w latach 1957/1958, 1958/1959, 1960/1961, 1961/1962, 1962/1963, 1968/1969, 1971 i 1973.
W latach 1957–1965 trzykrotnie wystąpił w reprezentacji Polski, wszystkie walki przegrywając.
Występował w Ogniwie Sopot (1953-1955), Polonii Gdańsk (1956-1958) i Legii Warszawa (1958-1973). Po zakończeniu kariery był trenerem. Jego uczniem był m.in. Andrzej Gołota.